# François de Glandevès du Castellet
Pour les autres membres de la famille, voir Famille de Glandevès.
François de Glandevès du Castellet, dit le « chevalier » puis le « bailli de Glandevès » (pour le différencier de son frère, le « Commandeur de Glandevès »), né le 22 février 1696 et mort le 31 mars 1774 à Marseille, est un officier de marine et aristocrate français du XVIIIe siècle. Issu d'une ancienne maison noble de Provence, il entre jeune dans la Marine royale, au sein de laquelle il se distinguera, tout comme son frère aîné, Pierre-André. Il parvient au grade de chef d'escadre des armées navales en 1767, il meurt commandant de la Marine du port de Marseille.

## Biographie

### Origines et famille
François de Glandevès descend de la famille de Glandevès, une puissante et ancienne famille de la noblesse provençale. Cette dernière est alliée aux autres familles influentes de la région, les Forbin, les Sabran, les Villeneuve, les Bruny, les Fabry-Fabrègues,…. Il est le fils de Jean de Glandevès, seigneur du Castellet et d’Entrevaux, élu premier Consul d’Aix, procureur du Pays d’Aix en 1701, et de se femme Marie de Flotte d’Agoult de Saint Auban (née en 1658, décédée le 6 juillet 1724). Ses parents se marient le 5 octobre 1686 ; de cette union naissent :
- Honoré de Glandevès, seigneur du Castellet (1688-1776) Marié le 20 janvier 1724, Marseille, avec Marie Hiéronyme de Bruny 1709 ;
- Pierre-André, présenté à l'ordre de Saint-Jean de Jérusalem en 1702 ou 1703, Lieutenant-général des armées navales ;
- François de Glandevès-Castellet (1696-1774) dit le « bailli de Castellet » ;
- Anne Marguerite de Glandevès (†1768), elle épouse le 27 novembre 1713 à Draguignan, Joseph Barthélémy de Rafélis, seigneur de Broves (1686-1758)[3].

### Carrière militaire
Il est reçu de minorité dans l'ordre de Saint-Jean de Jérusalem en 1712 à l'âge de 16 ans mais ne fera jamais ses caravanes et ne prononcera jamais ses vœux de frère-chevalier de l'Ordre. Il intègre la Marine du roi dès 1713. Il a dix-sept ans lorsqu'il intègre le corps des galères au sein d'une compagnie de garde de l'étendard (ou garde du pavillon). Il y fait de très nombreuses campagnes et, après avoir passé par tous les grades. Il quitte le corps des galères en 1749, lorsque celui-ci est dissout.
Il passe dans le corps des vaisseaux avec le grade de capitaine de vaisseau en 1749. Il est nommé aide-major à Marseille en 1757 mais devra attendre 1767 pour obtenir une commission de chef d'escadre des armées navales, sans doute pénalisé par sa carrière au sein du corps des galères.
Il est nommé commandant de la Marine du port de Marseille. Il meurt à ce poste le 31 mars 1774, à Marseille, à l'âge de 78 ans.

### Sources et bibliographie
- François-Alexandre de La Chenaye-Aubert, Dictionnaire de la noblesse, contenant les généalogies, l'histoire & la chronologie des familles nobles de la France, l'explication de leurs armes, & l'état des grandes terres du royaume, Paris, Chez la veuve Duchesne, 1774 (lire en ligne), p. 248
- Michel Vergé-Franceschi, Les officiers du Grand Corps à Toulon au XVIIIe siècle, (Origines, conditions, services), Nice, 1973
- Michel Vergé-Franceschi, Les officiers généraux de la marine royale (1715-1774) : Le littoral, l'intérieur, Paris, Librairie de l'Inde, 1990, 3008 p. (ISBN 2-905455-04-7)